# 加拿大军事史

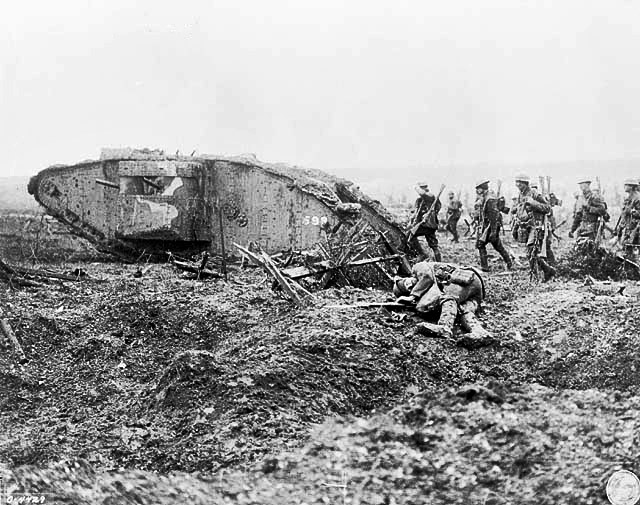
加拿大士兵在维米岭战役中跟随一辆坦克向前推进，维米岭战役是加拿大取得的最辉煌的军事胜利之一。

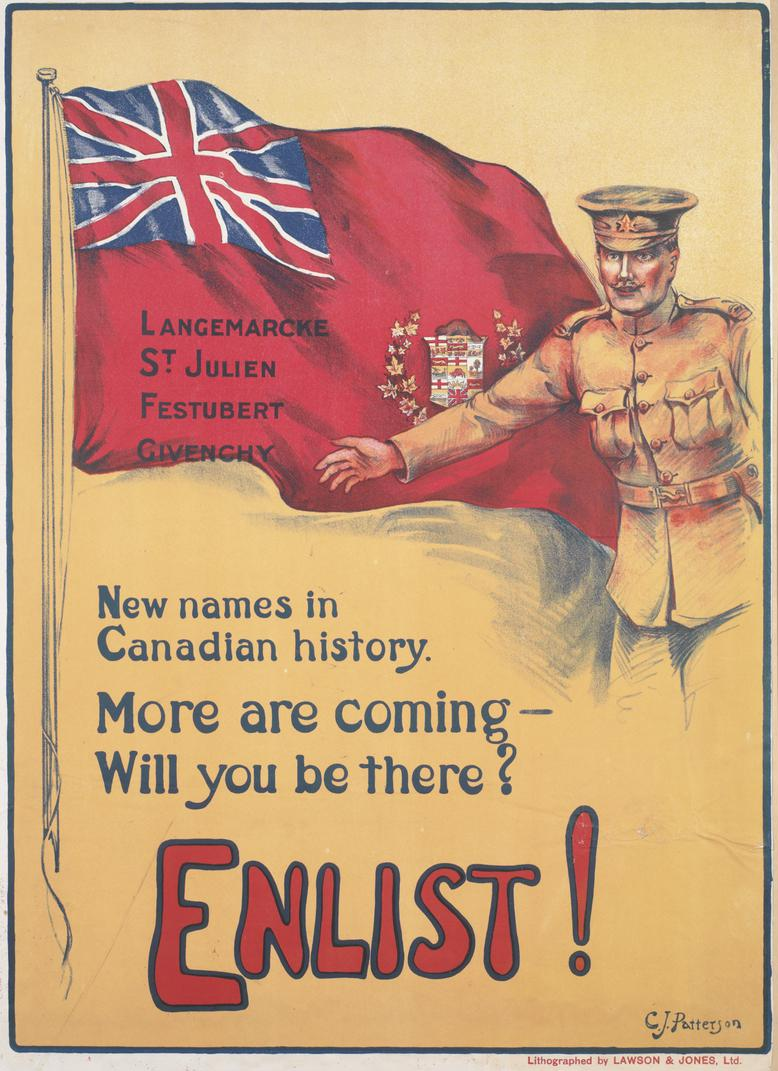
一战时的一幅加拿大征兵海报。

加拿大军事史包含了几百年以来在加拿大的土地上发生的军事行动，和加拿大军队在全球的维和任务。加拿大的各个原住民部落之间很少会发生冲突，这样的和平时期一直持续了几千年。自16世纪开始，欧洲殖民者的到来引发了他们与加拿大原住民和同样在探索新大陆的另外一些欧洲人之间的冲突。从17世纪开始，英国和法国的殖民者在这片土地上开始了激烈的斗争，双方都各自拉拢了一些原住民部落。1763年，英国最终控制了整个加拿大，并对法裔加拿大人采取了同化政策。在美国革命中，英属北美选择了忠于英国。在成功独立后，美国人开始尝试扩大自己的版图，并在1775年和1812年两次入侵了英属北美。尽管英军与当地武装成功地击退了美国的入侵，但是美国的威胁还是一直持续到了19世纪才消除。这个威胁也是加拿大于1867年独立的原因之一。
在独立之后，一支训练有素的加拿大军队随即成立。刚刚诞生的加拿大还没有完全的自主权，它的宗主国英国对它的内部事务依然拥有很高的影响力。也正因为如此，在英国参加第二次布尔战争和第一次世界大战时，加拿大自动地派出了军队来协助英军。在1931年英国颁布西敏寺法令后，加拿大获得了完全的独立自主权。尽管如此，加拿大与英国的关系还是很紧密，英国在第二次世界大战中又得到了加拿大的帮助。二战以后，加拿大开始信奉多边主义，它只参与了非单边的军事行动，比如朝鲜战争、海湾战争、科索沃战争和阿富汗战争。加拿大也在联合国的维和任务中扮演了一个重要角色，它出动的部队人数比其余任何一个国家都多。至2006年为止，加拿大是在维和行动中阵亡军人第二多的国家，仅次于印度。

## 欧洲殖民时期

### 原住民
欧洲人与原住民之间最早发生的冲突可能要追溯到1006年，那时古挪威人正在尝试在纽芬兰建立永久性定居点。根据北欧史诗，当地土著对此反应激烈，北欧人最终不得不撤退，并打消了在那里定居的念头。原住民给后来的欧洲殖民者留下了残暴凶猛的印象。原住民在作战时根本不考虑投降，而且对投降者还会施以虐殺。
在欧洲人到来之前，原住民之间的战争基本上都是儀式化，并会按照固定的程序进行，双方的伤亡也很少。 但是他们之间也会发生血腥得多的战争，甚至是种族灭绝。就在法国人在圣劳伦斯河谷定居之前，当地的易洛魁人就全部被消灭了，凶手可能是与他们相邻的部落。在欧洲人到来之后，战争变得更为血腥了。到了17世纪末期，所有东海岸的原住民都已经用火器替代了传统的弓箭。 尽管一个训练有素的原住民武士能够躲避来袭的箭，并且木制的盔甲也能在一定程度上保护武士不被弓箭所伤，但是没有任何一种防护能抵挡住子弹。这些低速大口径的子弹即使打到四肢上也会造成致命伤。火器极大地增加了战场上的伤亡率。在原住民大量采用了火器和骑兵之后，他们之间的战争就变得极其血腥了。
18世纪，争夺北美霸权的英法两国都拉拢了许多原住民部落；这就进一步地增加了伤亡。在欧洲人到来之前，原住民在每一次战胜之后都会剥下对手的头皮，欧洲人到来之后也依然采用这种手段来證明自己的戰功。

### 早期的法国殖民
在萨缪尔·德·尚普兰的带领下，法国在1605年和1608年分别在皇家安纳波利斯和魁北克建立了殖民地，并迅速地与一些原住民部落结成了联盟，这使法国又与其他一些原住民之间发生了冲突。举例来说，就在魁北克殖民地建立之后，尚普兰就加入了一个由休伦人与阿尔衮琴人组成的联盟，而当时的休伦人和阿尔衮琴人正与易洛魁人为敌，法国也就自然而然地成为了易洛魁联盟的敌人。最初，法军凭借着火力优势可以战胜大批原住民。但是后来易洛魁人改变了他们的战术，他们将狩猎技术与对地形的熟悉结合了起来，并从荷兰人那里得到了火器；他们开展的游击战很有杀伤效果，很快地，除了一些筑有工事的城市之外，法国所有的殖民地都受到了这种游击战的严重威胁。不仅是荷兰，法国也给它的原住民盟友提供了少量火器，易洛魁人也因此与五大湖区的部落之间展开了激烈的战争。法国殖民地在头一个世纪面临的主要威胁就是易洛魁联盟，尤其是其中最东边的部落莫霍克。五大湖区中的大多数部落都是法国的盟友，而易洛魁人却与荷兰结成了联盟，在新尼德兰被割让给英国之后又成为了英国的盟友，并且得到了英国的武器和援助。
法国与易洛魁人一直断断续续地打到了1703年，双方都对对方施加了许多暴行。为了对易洛魁的威胁做出应对，法国政府派遣了一支部队到加拿大，这是第一批登上加拿大土地的身着制服的专业士兵。在双方和解之后，这支部队在加拿大被解散了。部队中的士兵定居于圣劳伦斯河谷，并在17世纪后期组成了当地民兵的核心。后来，北美的许多欧洲领地都有了民兵。

## 英法冲突
在加拿大进行殖民的两个国家都是有影响力的欧洲大国，并且这两个国家一直在互相作对，这种紧张的状态不可避免地影响到了加拿大。在17和18世纪，这两个国家为了争夺加拿大殖民地而发生了很多冲突。

### 17世纪

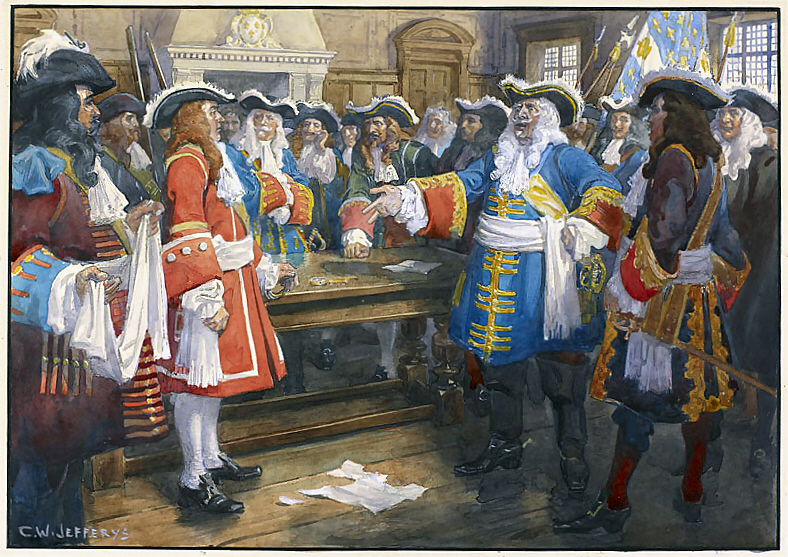
在魁北克之战前，弗隆特纳克伯爵对英国派来的使者说：“我只会用大炮来回答你们的将军。”

在法国建立皇家安纳波利斯两年之后，英国在南边的詹姆斯镇也开始了殖民。由此开始，北美出现了大批的殖民地。法国在圣劳伦斯河上的魁北克殖民地的经济主要基于皮草貿易，它只从法国国王那里得到了很少一点的援助。而南部的英国殖民地则迅速地发展了起来。因此，英法在七年战争中宣战时，英国13个殖民地的总人口为150万人，而法国殖民地的人口只有约6万人。所以法军在魁北克城和路易斯堡之外只能采取从原住民那里学来的游击战术。
在17世纪，英法两国之间发生了一些小冲突。1629年，一群英国人渡海到了加拿大，劫掠了魁北克城并将其付之一炬，尚普兰和其他一些法国军官也被俘虏。法国人在1632年又卷土重来，他们重建了魁北克城并又重新开始探险内陆。魁北克在17世纪遇到的另一个重大威胁是新英格兰派出的一支由威廉·费普斯爵士领导的部队。它在1690年向法国殖民地发动了进攻，目标是攻占魁北克。但是，这支部队的组织性很差，并且只有很少的时间来完成任务。当费普斯派出使者劝说弗隆特纳克投降时，他回答说：“我只会用大炮和子弹来回复你们。”这是加拿大军事史上最著名的一段话。在城市东部登陆失败之后，这股英军便沿着圣劳伦斯河撤退了。
1695年，法国命令皮埃尔·勒穆瓦纳去进攻纽芬兰东海岸的英国殖民地。皮埃尔率领他的三艘船先到了法属纽芬兰的首都。之后，他们于1696年11月1日由陆路到达了圣约翰斯以南50英里的费里兰。9天以后，皮埃尔与海军部队会合，这支联合部队随后开始北上向英国在北美的行政中心开进。在遭到了一次短暂的围攻后，这座城于1696年11月30日投降了。皮埃尔的部队放火烧掉了圣约翰斯，之后摧毁了英国在纽芬兰东海岸几乎全部的渔业。每个偏僻的小村庄都遭到了法军的烧杀抢掠。到了1697年3月底，只剩下伯纳维斯塔和卡蓬尼耶还在英国的控制之下。在4个月的袭击中，皮埃尔的部队摧毁了36个英国定居点。

### 18世纪早期
18世纪，英法在欧洲的关系进一步地恶化了，发生在加拿大的英法斗争也变得更为激烈。法国向它的北美殖民地派出了一批又一批部队。偏僻的皮毛贸易站有了卫戍部队来守卫，魁北克的防御设施也得到了改进，布莱顿角岛上也有了一座新的要塞，即路易斯堡要塞，它的外号为“北方的敦克尔克”。
在18世纪，英国和法国在北美共发生了三次战争。头两次的起因都是大规模的欧洲战争，即西班牙王位继承战争、奥地利王位继承战争和七年战争。法国军队摧毁了新英格兰北方的城镇，甚至还南进到了弗吉尼亚州。 战争还蔓延到了哈德逊湾沿岸的要塞。1713年，一支英国部队向皇家港，即法国阿卡迪亚的省会发起了攻击。法国在乌得勒支和约中将新斯科舍割让给了英国，现在它控制的地区只剩下了新不伦瑞克、爱德华王子岛和布莱顿角岛。哈德逊湾也在和约中被交由英国管辖。
在奥地利王位继承战争中，一支英国军队在1745年成功地夺取了路易斯堡。但是1748年签署的第二亚琛和约又将它归还给了法国，英国人对此很不满。为了对抗路易斯堡城内越来越强大的法国军队，英国军队于1749年进驻了哈利法克斯，并在那里建造了一个海军基地。

### 七年战争
1754年，七年战争在北美拉开了序幕。1753年，法国开始在俄亥俄谷地修建要塞，想要以此来控制这片土地。1755年，英国派出了两个团去驱逐法军，但是被法裔加拿大人和美国印第安人打败。英法两国在1756年正式向对方宣战，由蒙卡尔姆将军率领的6个法国步兵团也到达了魁北克。在他之后又有两个营的步兵到达，这就使法国殖民地中的士兵总数量达到了4000。这是加拿大土地上的第一支大规模部队。

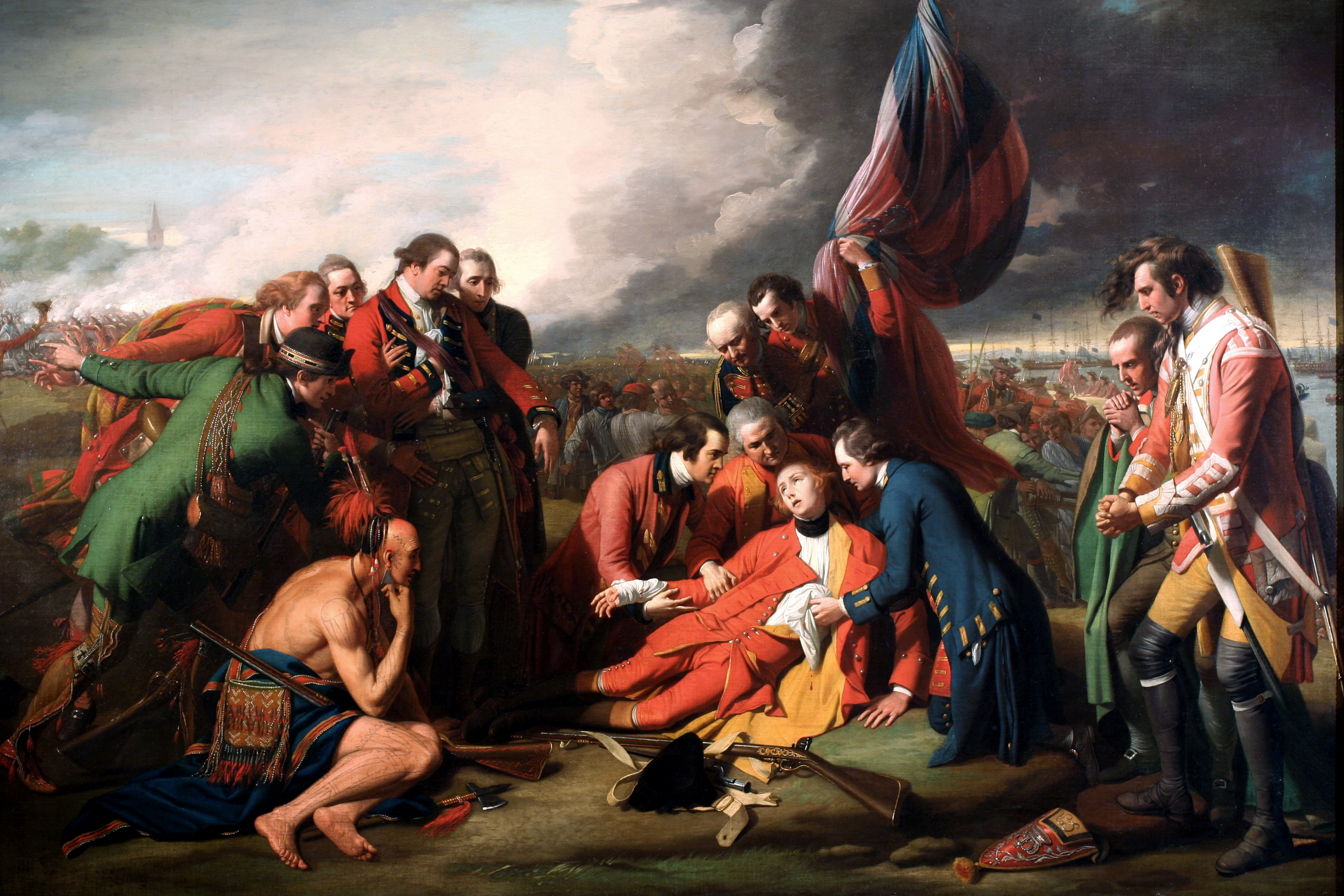
这是本杰明·韦斯特创作的《沃尔夫将军之死》。作者凭借想象描绘了詹姆斯·沃尔夫生命中的最后一刻，沃尔夫将军战死于1759年的亚伯拉罕平原之战。

在新指挥官的带领下，法国赢得了一些辉煌的胜利。他们首先是在1757年在尚普兰湖南方的威廉姆·亨利要塞取得了胜利，在那次战斗中有2400多英军士兵（其中大多数是正规军）投降。在第二年，一支由15000名士兵组成的英军在詹姆斯·艾伯克隆比少将的领导下向尚普兰湖最南部的卡利隆堡（后来被英国人命名为提康德罗加堡）发起了攻击，但是被打败了。在那次战斗开始时，法军最多只有3500人，但是当英军撤退时，法军已经杀死了约2000名英军士兵，而自己的损失则只有约350人。在老威廉·皮特出任英国首相后，英国的战争机器就全部开动了，更決定將重點放在北美戰場上。1758年6月，13000名英军正规军士兵在傑富利·阿美士德少将的带领下攻占了路易斯堡要塞。
一年之后，詹姆斯·沃尔夫又向魁北克城发起了进攻。在几次失败的登陆行动之后，沃尔夫最终将他的部队成功偷運上岸。蒙卡尔姆将军漠視幕僚的判斷，率领了一支数量上占劣势的部队前去迎击英军。在接下来的战斗中，沃尔夫战死，而蒙卡尔姆也受了致命伤，共有658名英军士兵和644名法军士兵伤亡。这次战斗之后，元气大伤的法军撤退到了要塞中转入防御，之后就遭到了英军的围困。8月18日，法军向英军投降了。
1760年春，一支法国部队从蒙特利尔推进到了魁北克城，并在圣福瓦之役中战胜了英军；现在的情况发生了逆转，法国现在正对魁北克城进行围攻，而英国人正在撤退。但是，在圣劳伦斯河河面上的冰融化后，法国海军提供不出任何支援，而英国皇家海军却逆流而上协助当地英军，并逆转了战局。法国在战后将新法兰西割让给了英国。它已经损失了几乎全部的北美殖民地，只留有圣皮埃尔和密克隆群岛中的几个小岛为法国渔船提供港口。在签署了巴黎和约之后，法国势力于1763年正式从北美撤出。当时法国面临着两个选择，它们分别为新法兰西和加勒比海中盛产蔗糖的小岛瓜德罗普，法国最终选择了后者，不仅因为后者的GDP为魁北克的10倍，而且法国还能够以这个岛来获取利润，而这是加拿大所做不到的。

## 与美国的冲突
在来自法国的威胁被消除后，北美东海岸的殖民地开始变得越来越不服从英国的统治。美国革命就主要是因为当地人痛恨英国人的苛捐杂税。虽然英国用这些税钱维持着一支庞大的军队，但是以当时的情况来看，这样做完全是多余的，因为當時在北美並沒有其他敵對勢力。尽管美军在独立战争中攻占了蒙特利尔和黎塞留谷中的一系列要塞，但是它们却没能打下魁北克城。美國内部本来就有一些人仍然效忠于英国，再加上英军在魁北克城周围的一系列胜利，美国人就开始分裂为两派了。许多仍效忠于英國皇室的美国人逐漸向北迁移，加拿大中部的英语人口也因此暴增。最终，美利坚合众国在北美南部成立，它的北部是几个效忠于英国的殖民地。这些殖民地被統称为英属北美。

### 1812年战争
尽管武装冲突已经停止，但是美国和英国仍然对对方怀有敌意。终于，美国在1812年向英国宣战。在拿破仑战争中，英国皇家海军在公海上经常对美国船只施加骚扰，并强征美国船员加入它们，这些举动激怒了美国人。美国人并没有一支可与英国皇家海军抗衡的舰队，因此他们将注意力转向了加拿大，他们认为入侵加拿大是唯一能够报复英国的手段。美国西部前线的将军们也希望借此一战中止英国对印第安人的援助，这些印第安人在美国拓展西部时曾进行了激烈的抵抗。美国人最初的想法是通过对加拿大短暂的占领来迫使英国做出让步，占领土地并不是主要目标。但是随着战事的发展，美国却开始越来越重视对土地的占领，它也成为了美军的主要目标之一。这种对土地的重视最终发展成为了天命论。美国人还希望法裔加拿大人会协助他们推翻英国统治。

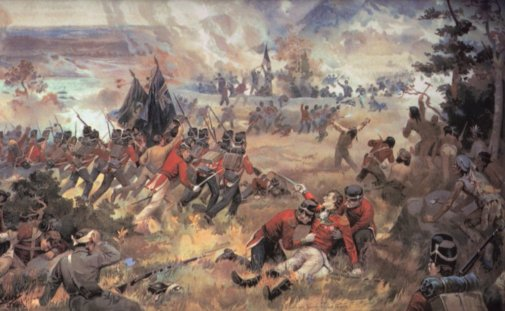
布洛克将军在身负重伤后号令加拿大民兵前进时说出了 "前进，勇敢的约克镇义勇兵们！" 这句话。

1812年7月，美军越过了英美边界进入了加拿大。双方在上加拿大边界附近和五大湖中展开了拉锯战。英军在7月和10月两次攻占了底特律。7月12日，美国的威廉·荷尔将军率军经由三明治（今名温莎）进入了加拿大。这支部队很快便遭到了激烈的抵抗，荷尔不得不撤回美国境内。通过这次胜利，英方主將艾萨克·布洛克爵士看出了荷尔将军为人懦弱，于是他率军开赴到了底特律周围。尽管美军在人数上几乎比英军及其盟友多一倍，底特律还是被攻陷了。
英国正规军与布洛克领导的民兵部队在尼亚加拉半岛前线击退了来袭的美军主攻部队。布洛克将军战死。
1813年对美国人来说是辉煌的。他们夺回了底特律，并且在伊利湖西岸赢得了一系列的胜利。海战的胜利决定了美军在伊利湖和休伦湖上的支配地位。英军的一位很重要的将军，即印第安人特库姆瑟酋長也在莫拉维安镇战死。约克（今名多伦多）也遭到了美军的劫掠，之后美军将这座城市烧掉了。尼亚加拉地区的乔治要塞也被美军攻占，直到年底才被夺回。但除了这一系列的胜利以外，美国人也吃了几场败仗。美军两次进攻蒙特利尔都未能成功。
上加拿大的易洛魁部落，蒙特利尔附近的卡纳瓦加部落和沙尼部落的西部分支都是战争中英军的得力助手。这些原住民在许多战役中都扮演了重要的角色，也对敌军的士气造成了沉重的打击。
1814年对美国人来说是黯淡的一年。英国人收复了全部失地，并且攻占了密歇根州的米奇里马克尼亚克。拿破仑的战败使英国得以将主要精力集中在北美。英国随即向华盛顿、巴尔的摩和新奥尔良发起了进攻。9月，英军攻占了华盛顿，并放火烧掉了白宫。在这之前白宫是粉色的，在重建之后，美国人给它刷上了白油漆（所以叫做“白”宫）。在华盛顿失守之后，美国选择了与英国进行和谈，战争随即结束。1812年战争也被称为“被遗忘的战争”。
1814年12月，双方签订了和平条约，两国军队各自撤退到开战前的边界。艾萨克·布洛克将军成为了加拿大人的英雄，尽管他是个英国人。虽然现在的加拿大人认为这场战争是加拿大的胜利，但是当时与美军作战的几乎只有英国正规军，英国皇家海军和英国的原住民盟友。

### 英国势力撤退
英军在接下来的至少半个世纪内都依然对美国感到恐惧，这也是英国在加拿大维持着一支庞大军队的主要原因。从1820年代至1840年代，英国在北美殖民地内建造了许多防御工事。在这段时间中，英国人还挖通了麗多運河，这样的话英国船只在战时就可以通过内河航运从蒙特利尔开到京士顿（和平时期这些船只走的是圣劳伦斯河，这条河的中央是美加边境，在战时会非常危险）。

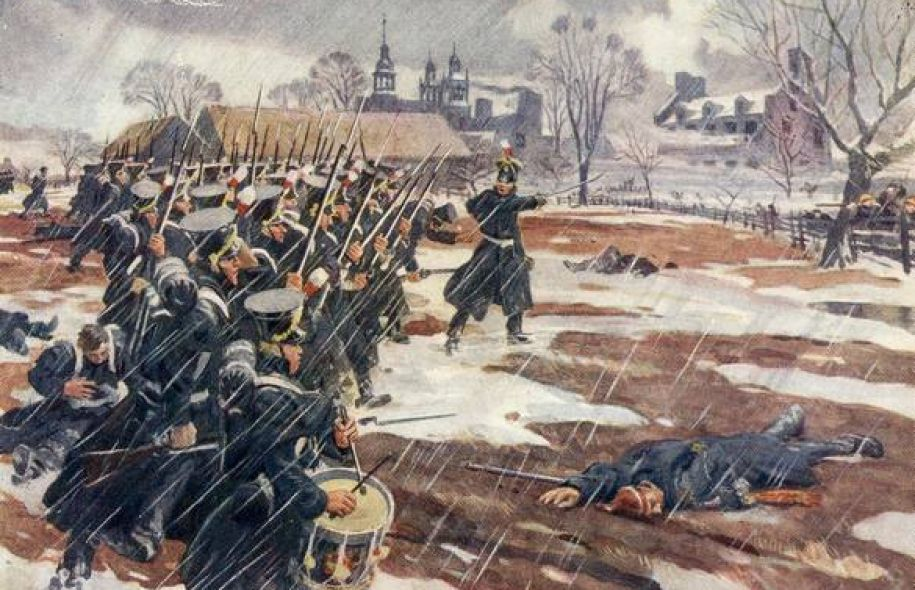
英国正规军士兵在1837年的圣丹尼斯之战中向前方推进。

英军在这段时期中最重要的军事行动之一是镇压1837年起义。英军很快便打败了上加拿大起义军。下加拿大起义军对英军来说威胁更大，这支起义军在11月23日取得了圣丹尼斯之战的胜利。两天后，他们于圣查尔斯之战中战败。12月14日，这支起义军被彻底剿灭。
到了1850年代，对美国人入侵的恐惧开始逐渐减少，英国也开始缩小北美部队的规模。1854年美加之间签订的美加互惠协议更加消除了它们之间的隔阂。然而，1861年美国开始了内战，英美之间的关系又紧张了起来。特伦特号事件将这种紧张的关系推到了高峰。特伦特号事件指的是英国邮船特伦特号被北军炮艇拦截，船上的两名南部同盟官员被北军抓获。这件事激怒了英国政府，它将在北美的部队由4000人增加到了18000人，并且准备同美国开战。最后两国都冷静地解决了问题。此事件也使美国和英国意识到了和平友好带来的好处。
同时，英国也开始对欧洲强权的军事威胁提高了警惕，并且由于北美殖民地已基本能够独立自主地存活，英国政府也开始怀疑在北美维持一支庞大的军队的作用。1867年，加拿大从英国独立，1871年，英国在北美的部队已撤出了加拿大，只剩下哈利法克斯和艾士基莫还有英国军营。

### 芬尼亚突袭}

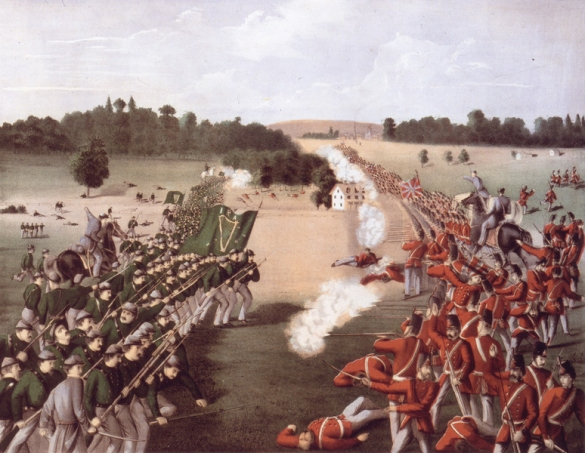
1866年的瑞基威之役。

就在英国撤军的同时，加拿大遭受到了有史以来的最后一次入侵。入侵者并非美国政府指挥的军队，而是一群由芬尼亚兄弟会成员组成的军事组织。这些人是爱尔兰裔美国人，他们中的大部分都在美国内战中随联邦军作战。芬尼亚人认为通过入侵加拿大可以使英国政府在爱尔兰问题上做出让步。 他们也非常错误地认为数量众多的爱尔兰裔加拿大人会给予政治和军事上的帮助。
内战结束以后，美国国内的反英情绪日渐高涨。而芬尼亚人又是美国東北部选区的重要选民，因此，尽管以国务卿威廉·H·苏厄德为首的 美国政府仍然警惕着芬尼亚人，但还是对他们的活动睁一只眼闭一支眼。芬尼亚人的组织可以公开活动并且可以拥有武器，甚至还可以进入联邦军的军营参加训练。 美国并不想冒与英国开战的风险，因此在芬尼亚人威胁到了美国的中立立场时出手进行了干预。
芬尼亚人对加拿大来说是一个严重威胁，他们是联邦军老兵，装备精良。他们在1866年共发动了三次进攻：4月进攻了新不伦瑞克的坎普伯罗岛，7月进攻了尼亚加拉地区和圣劳伦斯河谷地区。对坎普伯罗岛和对圣劳伦斯河谷地区的进攻均被击退了。芬尼亚人赢得了瑞基威之役的胜利，在这场战役中，英军士兵主要由多伦多大学的学生和哈密尔顿的年轻人组成，这些人在进攻失败后开始了仓皇的撤退，而芬尼亚人也很快撤了回去，因为他们担心英军会发起反击。坎普伯罗岛的失利是因为那里有一股强大的英国正规军部队，而芬尼亚人的武器也被美国海军没收。芬尼亚人又分别在1870年和1871年向魁北克与佛蒙特的交界处和马尼托巴发起了攻击，但是也几乎没有战果。
尽管芬尼亚人的行动最终失败了，他们还是对各殖民地的联合起到了影响。对于军事入侵的恐惧使各殖民地走到了一起，最终形成了加拿大自治领。

## 加拿大独立后

### 加拿大民兵
在加拿大独立和英军撤走之后，加拿大的国防就需要由加拿大人自己来负责。新生的加拿大还没有能力维持一支庞大的军队，因此英国在需要的时候会给加拿大送来援助，而加拿大的领海在此时也由英国皇家海军来保卫。加拿大人在魁北克城和京士顿建立了两个炮兵阵地。1883年，他们又建立了第三个炮兵阵地及骑兵和步兵的军校。这些炮兵阵地及军校学员将会成为加拿大民兵的核心。理论上，任何18岁至60岁之间的健全男子都有可能會被征入军队，但实际上加拿大的民兵却只由志愿兵组成，这支志愿军在1869年共有31170人。

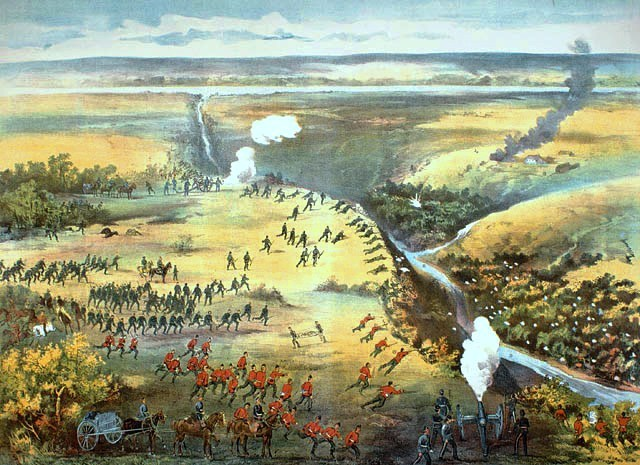
一幅关于鱼溪之战的平板印刷图。

加拿大民兵在早期最重要的行动是镇压路易斯·瑞尔领导的兩次起义。雖然1870年的紅河起義很快就被撲滅，但1885年的西北起义卻成为了自1812年战争后加拿大境内发生的最大的军事行动。这支起义军由梅提斯人和他们的盟友组成，进行镇压的是加拿大民兵和加拿大皇家骑警。最终，起义军被成功的镇压了下去。而这次镇压行动的最后一战鲁恩湖之战，也是加拿大境内发生的最后一次战斗。
1884年，英国首次向加拿大提出了军事援助的要求。加拿大政府被要求向苏丹派遣一些有经验的水手，并命令他们去解救查理·乔治·戈登将军。加拿大政府在一开始对是否派兵犹豫不决，最后加拿大总督终于决定派遣386名船夫。这支部队是加拿大的第一支国外派遣军。

### 布尔战争
于南非发生的第二次布尔战争再一次威胁到了英帝国。英国向加拿大发出了派兵的请求。当时的保守党坚决支持派兵到南非，而自由党内部却分成了两派：一派以法裔加拿大人为代表，他们极力反对派兵，另一派则是党内的英裔加拿大人，他们的立场与保守党相同。当时的加拿大总理威尔弗里德·劳雷尔最终决定向南非派遣1000名士兵。随着战事发展，加拿大又陆续派出了几个师的士兵。
至加拿大派遣军登陆南非时，战争的早期阶段已经结束。这支军队在第二次帕德堡之战中扮演了先锋的角色，这场战斗是战争早期英帝国的决定性胜利之一。1900年11月7日，三名加拿大人因保护部队后方有功而被授予了维多利亚十字勋章。一共有约7400名加拿大人，包括12名女护士在南非服过役。在这些人中，共有224人牺牲，252人受伤，还有几人被授予了维多利亚十字勋章。魁北克的法裔加拿大人并不支持这场战争，他们认为被镇压的布尔人只是一个少数群体而已，就像法裔加拿大人自己一样。加拿大军队也在当地建立了集中营，数以千计的布尔平民在集中营中死去。

### 加拿大海军的建立

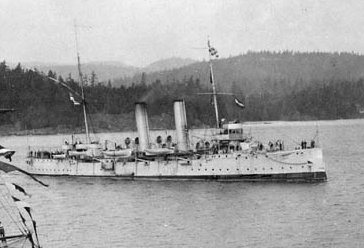
1910年的彩虹号巡洋舰。

就在加拿大人结束对是否应向南非派兵的辩论后，他们又开始对加拿大是否应有自己的海军展开了争论。加拿大长期以来只有一支受渔业部门指挥的小型护渔舰队，而它的领海还是由英国皇家海军来保卫。此时的英国已经捲入了与德国的军备竞赛，已无力再保卫加拿大的领海了，1908年，英国请求它的各殖民地帮助建立一支强大的海军。保守党认为加拿大只需要捐献一点钱财来帮助英国海军购买及保養战舰，而法裔加拿大人却认为加拿大不应给予任何援助，其他人认为加拿大应有一支自己的海军，并可在需要的时候协助英国皇家海军。
最终，劳雷尔总理决定走中间路线，于是在1910年，皇家加拿大海军成立了。为了安抚保皇派，政府规定加拿大海军可以在必要时加入英国海军舰队。这个规定得到了法裔加拿大人的极力反对。加拿大政府的目标是拥有五艘巡洋舰和六艘驱逐舰。它的头两艘战舰是从英国购买的老式战舰尼奥比号和彩虹号。由于自由党于1911年的选举中于魁北克失势，保守黨贏得大選，加拿大海军的资金开始缺乏。但在第一次世界大战中，加拿大海军的规模得到了迅速的发展，并且在大西洋和太平洋中都扮演了重要的角色。

### 加拿大陆军的建立
随着英军陆续撤离加拿大，加拿大民兵（包括骑兵，炮兵，步兵和工程兵）也就变得越来越重要。最终，加拿大民兵部队得到了重组，成为了由各种“军团”组成的一支正规军，这些军团包括：
- 加拿大工程兵军团（1903年7月1日建立）
- 信号兵团（1903年10月24日建立）
- 作战部队（1903年12月1日建立）
- 医务兵团（1904年7月2日建立）
- 军火储藏兵团（1903年7月1日建立）
- 向导兵团（1902年建立）

在一战前，加拿大陆军又进行了扩建，新的军团中包括了全世界第一支独立的牙医部队。

## 世界大战

### 第一次世界大战
1914年8月4日，英国向德国宣战，随即参加了第一次世界大战。由于加拿大仍然被认为是英国殖民地，因此在英国对德宣战的同时，加拿大也自动地与德国进入了战争状态。虽然加拿大政府无权决定是否参战，但它却可以决定以何种方式参战。最终，加拿大向西线战场派遣了四个师。
到了战争后期，加拿大军团已经成为了西线战场最强大的部队。索姆河战役后，加拿大人赢得了“先锋队”的声誉。由于这些荣誉，1916年英国政府专门指派了加拿大部队去帮助防守西印度群岛殖民地。
加拿大军团最辉煌的胜利是1917年4月9日的维米岭战役，在战役中，加拿大军队成功地占领了一处英法军队都久攻不下的高地。这次战役的胜利，和加拿大王牌飞行员威廉姆·巴克及比利·毕晓普共同创造了加拿大的新国际形象。他们也给了加拿大更多的自主权，由于军事上的出色表现，加拿大得以在1919年的巴黎和会中拥有席位，并在1921年加入了国际联盟，最终在1931年的西敏寺法令生效后获得了完全的自主权。
为了保持充足的兵员，加拿大总理罗伯特·博登爵士决定进行征兵。尽管英裔加拿大人及前线的士兵们都对征兵表示赞同，征兵制却在魁北克省遭到了抵制。最后，共有约120000名士兵被征募，其中约47000人被送到了前线。
尽管有许多人痛恨征兵，但这并没有结束博登的政治生命，在当年的选举中，博登的联合政府赢得了153个席位，但是魁北克的65個席位當中他只能赢得3个。作为一个人口只有800万人的国家，加拿大在战争中的表现被广泛地认为是值得称道的。总共有619636名加拿大人参加了一战，其中66655人战死，172950人负伤。
1919年，加拿大向西伯利亚派遣了一支部队去协助白军与苏联红军作战。这支派遣军以海参崴为基地，它在撤退之前几乎没有打过几场仗。
法国和比利时境内共有8座纪念碑纪念加拿大在战争中的贡献，其中有两座纪念碑的设计比较特别，它们分别是维米岭之战纪念碑及圣朱利安纪念碑。另外六座纪念碑都为圆形小路环绕的花岗岩纪念碑，它们是比利时的62号山岭纪念碑，帕森达勒纪念碑和法国的伯伦树林纪念碑，科塞莱特纪念碑，杜里纪念碑及勒·魁斯内尔纪念碑。另外，纽芬兰（1949年并入加拿大）对战争的贡献也有另外的纪念碑来纪念。

### 第二次世界大战

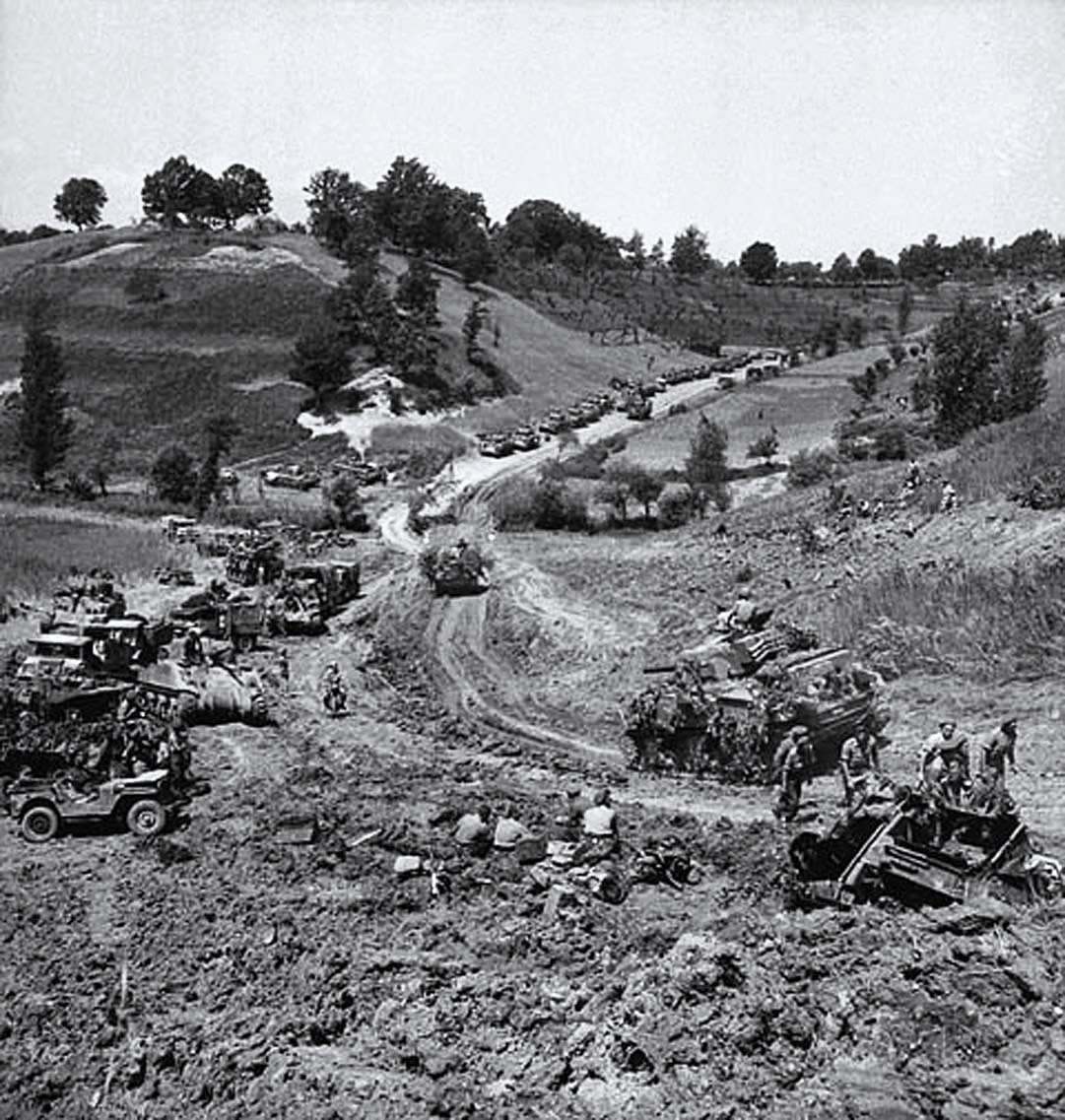
位于意大利的加拿大军队，他们正从古斯塔夫防线推进到希特勒防线。

1939年9月1日，德国开始了对波兰的入侵，第二次世界大战拉开了帷幕。在英法对德宣战一周后，加拿大政府于9月10日对德国宣战。在不列颠空战中，加拿大的飞行员虽然只占英国皇家空军的一小部分，但是他们做出的贡献是巨大的。加拿大商船和皇家加拿大海军在大西洋战役中扮演着至关重要的角色。两个加拿大步兵营 参加了香港保卫战。加拿大的步兵第2师是1942年8月迪耶普登陆战的先锋部队。第一师和加拿大第一装甲旅在1943年7月于西西里岛登陆，在参加了为时38天的西西里岛登陆战以后，这些部队继续参加了盟军对意大利的反攻。加拿大军队在盟军从意大利向北推进的过程中扮演了重要的角色。
1944年6月6日，作为诺曼底登陆行动的一部分，加拿大第三师在加拿大独立第二装甲旅的协助下成功登陆朱诺海滩。加拿大伞兵在当天早些时候已经降落到了这片沙滩后方。德军在朱诺海滩的抵抗很激烈，加拿大军队承受了重大的伤亡，第一波攻击的伤亡率更是达到了50%。但是，到了当天晚上，加拿大登陆部队向内陆已经挺进了比其他任何一支登陆部队都长的距离。7月登陆的第二步兵师和8月登陆的第4装甲师也在接下来的战斗中扮演了重要的角色。加拿大军队对盟军最重大的贡献之一是斯凯尔德河之战，在承受了极大的损失后，加拿大第一军消灭了位于战壕中的德国守军，为盟军攻占比利时的重要港口安特卫普打通了道路。
第一军随后又参加了两个更大的战役，首先是在1945年2月和3月的莱茵战役中打通了通向莱茵河的道路，接下来就是跨过莱茵河后向柏林挺进。第一军团在1945年早期从意大利转移到了西北欧，并作为第一军的一部分解放了荷兰（包括拯救了许多饥饿当中的荷兰人），之后参加了反攻德国的战役。
作为一个人口约为1,150万人的国家，加拿大共有110万人参加了二战。根据官方的记录，在这些人当中共有42,042人献出了生命，55,000人负伤。 加拿大也有一支女兵部队在前线服役，这支部队从1941年一直存在到了1946年，1948年重建，1964年最终解散。

## 多边主义及维和行动
二战结束很短的时间过后，冷战开始。作为北约的建立国之一和北美空防司令部的成员国，加拿大站到了反对东方集团的一边。在冷战期间，加拿大在德国驻有部队，并与美国一起修建了防御工事。政治家们意识到加拿大的军队无法单靠自己在国外执行任务，因此，加拿大开始奉行多边主义。越南战争和伊拉克战争中，尽管向它的英美盟友提供了间接的支援，但加拿大政府并没有派遣任何部队。1968年，加拿大三军结合成了加拿大军队。

### 加拿大与朝鲜战争
二战之后，加拿大的工业体系结束了战时生产，效率迅速降低。朝鲜战争爆发时，加拿大集结派遣军用了长达几个月的时间。这支派遣军作为英联邦朝鲜派遣军的一部分进入朝鲜作战。加拿大军队直到1951年才到达朝鲜，这时战争早期的拉锯战已经结束，消耗战已经开始。加拿大海军也派遣了几艘船只到朝鲜水域作战。
加拿大共派遣了25000人，他们承受了1558人的伤亡，其中516人战死。朝鲜战争经常被称为“被遗忘的战争”，因为对于大多数加拿大人来说，加拿大军队的闪光点都在两次世界大战之中。加拿大签署了1953年的停火协议，1955年以后南朝鲜的加拿大军队已全部撤出。

### 维和行动
除了奉行多边主义之外，加拿大还对联合国的维和行动给予了极大的支持。加拿大的诺贝尔和平奖得主莱斯特·皮尔逊被认为是联合国维和行动之父。1989年以前的每次联合国维和行动中都可看到加拿大军人的身影，自那之后，加拿大也扮演着一个重要的角色。 在1949年后的50多次维和行动中，共有125000多名加拿大人帮助维持各地的和平，其中有116人牺牲。
自1995年以来，加拿大在联合国维和任务中的直接参与变得越来越少。2006年7月，加拿大在各国派遣维和部队士兵人数的排行中名列第51名，在总数为70000多人的联合国维和部队中，加拿大士兵共有130人。 人数的剧烈减少是因为现在加拿大参加的维和行动基本都是北约而非联合国主导的。参与这些行动的加拿大人共有2859人。.
在联合国还未成立之前，加拿大就已经参加过了维和行动。那是在1948年的克什米尔。加拿大参与的维和行动还包括在塞浦路斯的长时间驻军，在西奈半岛和戈兰高地充当观察员，和波斯尼亚的北约军事行动。1993年加拿大在波斯尼亚的行动是自朝鲜战争以来加拿大参加的最大的军事行动。 加拿大维和部队也在1993年的索马里展现了它的另一面，两名加拿大士兵将一名索马里青年折磨致死，这件事引发了加拿大人对维和部队的极大不满。最终，那两名士兵所在的加拿大空降军团被解散，加拿大维和部队的名声也因为这件事而受损。

### 加拿大欧洲派遣军
一支加拿大机械化步兵旅从1950年代开始进驻西德，直到1990年代撤出。这个旅24小时处于一级战备状态，并且拥有加拿大最先进的武器装备及运输车辆，因为它在华约国家入侵时需要快速地赶到战场。这个旅也得到了加拿大派来的民兵的协助，甚至在一段时间内，加拿大的军校学员也可以在这个旅中短暂地服役。

## 冷战之后

### 海湾战争

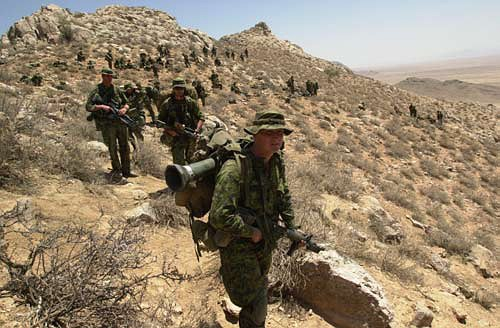
在阿富汗的加拿大士兵。

1991年的海湾战争是伊拉克与以美国为首的34国联军之间的战争。最终，联军取得了胜利。加拿大是第一批谴责伊拉克对科威特的入侵的国家之一，并且派遣了部队加入了联军。8月，当时的加拿大总理马丁·布赖恩·马尔罗尼派遣了两艘驱逐舰去执行对伊拉克的商业禁运任务。还有一艘加拿大补给船也被派遣去帮助联军。加拿大还派出了一个CF-18战机中队。联军的战地医院中也有一座是加拿大的。加拿大战机为联军地面力量提供了空中支援，也执行了一些对地攻击的任务。这是朝鲜战争以后加拿大军队首次参与的战斗行动，在战争中，加拿大军队没有任何伤亡，但是战争结束后却有很多士兵患上了海湾战争综合征。

### 阿富汗战争
加拿大部队参加了2001年的阿富汗战争。这场战争的起因是2001年9月11日的恐怖袭击，目标是推翻阿富汗的塔利班政府及消灭基地组织。加拿大派出了特种部队和地面部队。战后，加拿大部队成为了北约在阿富汗的维和力量的重要成员。到了2008年4月，共有82名加拿大士兵和一名加拿大外交官在阿富汗牺牲。2006年5月17日，炮兵上尉妮可拉·哥达德在阿富汗牺牲，她是加拿大首位在战斗中牺牲的女兵。
到2006年，加拿大部队除了維和以外更要在阿富汗南部与塔利班正面交鋒。加拿大议会通过了一项决议，将部队在阿富汗的服役期延长两年。这也象徵加拿大部队將會持續駐守阿富汗。

### 伊拉克战争
加拿大政府决定，在北约在伊拉克的军事行动得到联合国的许可之前不会派兵。大多数加拿大人都支持这个决定，但是它却惹恼了美国的布什政府。但同时，加拿大在阿富汗派驻了更多部队，这便使一些美军和英军士兵得以移转到伊拉克去作战。有少量的加拿大士兵作为美军的交换士兵参加了伊拉克战争。